# Масатепек (Веракрус)
Масатепек (исп. Mazatepec) — посёлок в восточной части Мексики, на территории штата Веракрус. Входит в состав муниципалитета Акахете.

## Географическое положение
Масатепек расположен в центральной части штата, на расстоянии приблизительно 7 километров к западу-северо-западу (WNW) от города Халапа-Энрикеса, административного центра штата. Абсолютная высота — 2037 метров над уровнем моря.

## Население
Согласно данным, полученным в ходе проведения официальной переписи 2005 года, в посёлке проживало 997 человек (507 мужчин и 490 женщин). Насчитывалось 213 домов. По возрастному диапазону население распределилось следующим образом: 47,1 % — жители младше 18 лет, 45,4 % — между 18 и 59 годами и 7,5 % — в возрасте 60 лет и старше. Уровень грамотности среди жителей старше 15 лет составлял 80,4 %.
По данным переписи 2010 года, численность населения Масатепека составляла 818 человек. Динамика численности населения посёлка по годам:
| 2000 | 2005 | 2010 |
| ---- | ---- | ---- |
| 829  | 997  | 818  |